# Cyphostemma ankirihitrensis
Cyphostemma ankirihitrensis är en vinväxtart som beskrevs av Descoings. Cyphostemma ankirihitrensis ingår i släktet Cyphostemma och familjen vinväxter. Inga underarter finns listade i Catalogue of Life.